# Ellen Streidt
Ellen Streidt, född den 27 juli 1952 i Wittstock, Brandenburg, är en östtysk friidrottare inom kortdistanslöpning.
Han tog OS-brons på 400 meter vid friidrottstävlingarna 1976 i Montréal. 